# Papa Formosus
Papa Formosus (n. 816 d.Hr., Roma, Statele Papale – d. 4 aprilie 896 d.Hr., Roma, Statele Papale) a fost papă al Romei între 891 și 896. A fost deshumat în vederea unui faimos proces macabru numit și „conciliul cadavrului”.

## Biografie
Originea sa este obscură. Își face apariția în istoriografia papală în 864, în poziția de cardinal de Portus, numit de papa Nicolae I în locul lui Rodoald de Portus, care fusese pedepsit pentru ca își depășise competențele ca legat papal la Bizanț.
În 866 țarul Boris I al Bulgariei a solicitat misionari de la Roma, încercând o îndepărtare de Imperiul Bizantin. Prin urmare, în același an Formosus a fost însărcinat cu o misiune de evanghelizare în Bulgaria. Papa Nicolae I a refuzat cererea țarului de a crea o Biserică Bulgară supusă Romei și de a-l numi pe Formosus arhiepiscop al Bulgariei. La scurt timp după întoarcearea lui Formosus la Roma, bulgarii au intrat sub jurisdicția Patriarhiei de Constantinopol.
În calitate de candidat la scaunul papal a făcut parte din gruparea potrivnică lui Ioan al VIII-lea. De aceea în timpul pontificatului acestuia Formosus a fost alungat din Roma, nerecunoscându-i se nici statutul de cardinal. Într-un conciliu ținut la Troyes, Formosus a fost forțat să jure că va renunța la funcția de cardinal și că nu va mai reveni în Roma niciodată. Însă papa Marin I, fost coleg cu Formosus în misiunea din Bulgaria, a anulat sentința lui Ioan al VIII-lea, l-a absolvit pe Formosus de jurământul depus la Troyes și l-a repus în funcția de cardinal.

### Pontificatul
Formosus a devenit papă în anul 891, fiind sprijinit de Arnulf de Carinthia, regele carolingian al Franciei Răsăritene. În alegerile pentru scaunul papal el a fost preferat în defavoarea diaconului Sergiu.
În 892 la Ravenna Formosus i-a încoronat ca împărați pe fostul duce de Spoleto, regele Italiei Guido al III-lea și pe fiul său, Lambert al II-lea. Dar cum Guido încălca adesea granițele Statului Papal și jefuia teritoriile din patrimoniul Sfântului Petru, în 893 Formosus a trimis o delegație regelui Arnulf rugându-l să elibereze Statul Bisericii de apăsarea grupării din Spoleto și promițându-i încoronarea ca împărat german. În primăvara anului 894 regele Arnulf a traversat Alpii în fruntea unei armate și a cucerit fără efort Milanoul și Pavia. Marchizii din Toscana s-au declarat vasalii săi. Considerând această expediție drept un succes, Arnulf s-a întors în Germania de Paști.
După moartea lui Guido în anul 894, Lambert, sprijinit de mama sa, Ageltrude, a cerut papei confirmarea titlului imperial. Deși l-a asigurat pe Lambert că-i va reînnoi titlul, Formosus a trimis o nouă delegație către Arnulf care a pornit cu o armată puternică hotărât să ajungă la Roma, să-și elimine oponenții și să-și însușească titlurile de rege al Italiei și de împărat. Aflând de noua expediție a lui Arnulf, Lambert s-a baricadat la Spoleto în timp ce Ageltrude a mobilizat apărarea Romei. Diaconul Sergiu și nobilii Constantin și Ștefan l-au închis pe papă în castelul Sant'Angelo.
Arnulf a intrat în Roma în februarie 896. Papa a fost reinstalat cu toate prerogativele și l-a încoronat pe Arnulf împărat în bazilica Sfântul Petru. După câteva zile Arnulf a pornit către Spoleto, însă pe drum a fost lovit de paralizie și a trebuit să se întoarcă imobilizat în Bavaria. Fără protecția împăratului german papa a rămas singur. La Roma s-au declanșat revolte. Formosus a murit, probabil otrăvit, la 4 aprilie 896 și a fost înmormântat la Vatican doar pentru câteva luni.

## Procesul postum

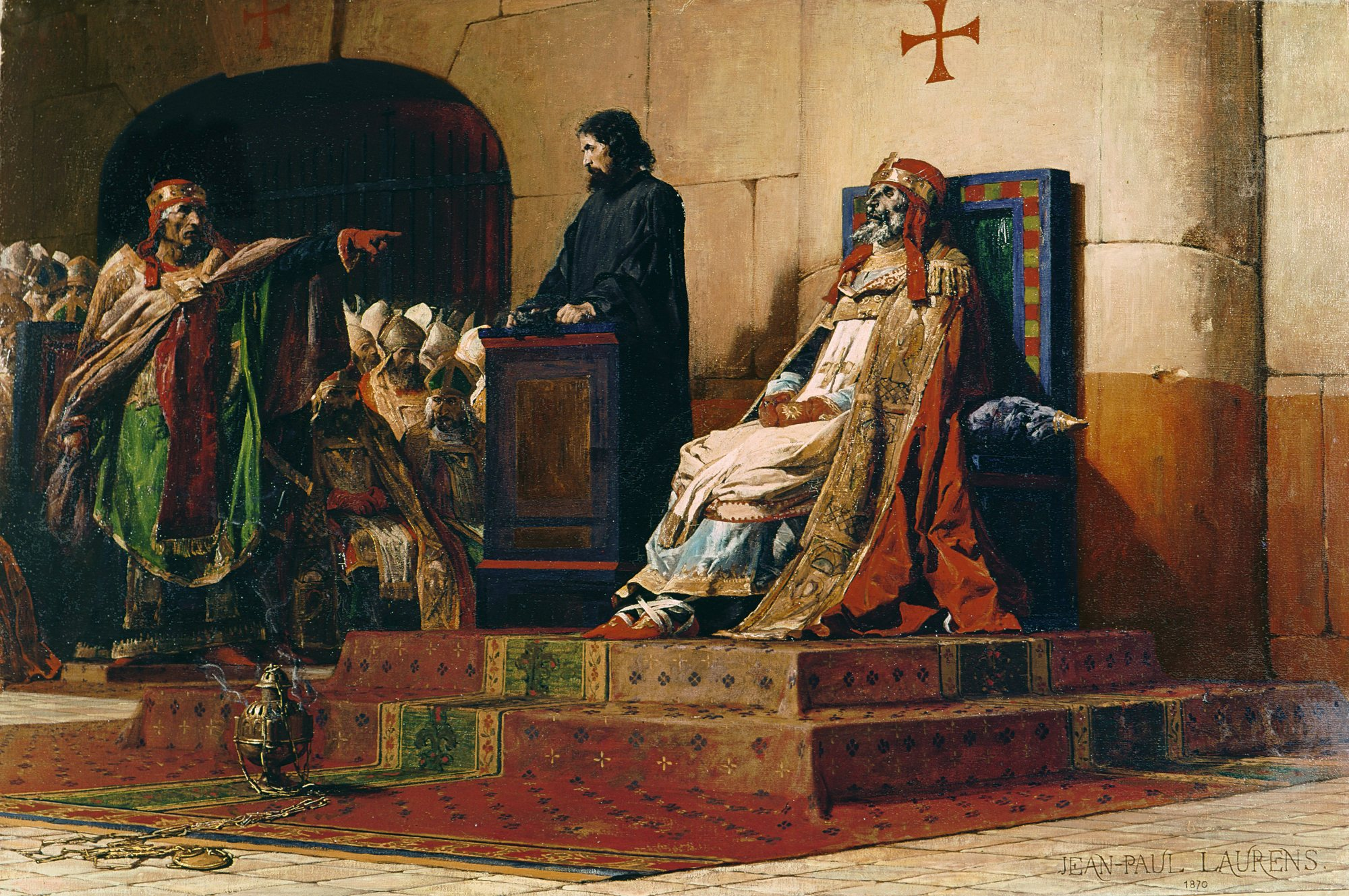
Jean-Paul Laurens, Le Pape Formose et Étienne VII ("Papa Formosus și Ștefan al VII-lea"), 1870.

În aprilie 896 a fost numit papă un dușman înverșunat al lui Formosus, Ștefan al VI-lea, până la acea dată episcop de Agnani, consacrat în această demnitate chiar de către Formosus. La începutul anului 897, sub presiunea grupării din Spoleto, papa Ștefan al VI-lea a condus într-o bazilică din Lateran un macabru proces al resturilor trupești ale fostului pontif.
Defunctul papă a fost scos din sicriu, îmbrăcat în odăjdiile papale și reșezat pe un tron din sala de conciliu. A fost acuzat că și-a încălcat jurământul depus la Troyes și că episcop fiind și-a abandonat dioceza pentru scaunul papal. Cadavrul a fost recunoscut ca vinovat și condamnat. După pronunțarea sentinței măsurile adoptate în timpul pontificatului său au fost anulate. Cadavrul a fost deposedat de veșminte și de atributele pontificale și i s-au tăiat trei degete de la mâna dreaptă, cele cu care creștinii binecuvântează. A fost apoi târăt de picioare afară din biserică și pus într-un mormânt comun. Un nou val de ură a făcut ca trupul lui Formosus să fie dezgropat și aruncat în Tibru. Însă după câteva zile a fost găsit de niște călugări și îngropat. Papa Teodor al II-lea a ordonat ca rămășițele lui Formosus să fie mutate la Roma și înmormântate cu ceremonie solemnă în bazilica Sfântul Petru.
În 898, în timpul papei Ioan al IX-lea, „conciliul cadavrului” a fost anulat iar unii dintre organizatorii procesului excomunicați. Pentru ca doar câțiva ani mai târziu papa Sergiu al III-lea să anuleze tot ce fusese stabilit de predecesorii săi în apărarea lui Formosus.